# سيفيات الأسنان
سيفيات الأسنان (الاسم العلمي: Machairodontini) هي قبيلة منقرضة من سنوريات سيفية الأنياب من فصيلة ذات الأسنان السيفية (Machairodontinae) التي كانت تعيش في أوروبا وآسيا وإفريقيا وأمريكا الشمالية، خلال أواخر عصر الميوسين.

## انضر أيضاً
- ذات الأسنان السيفية
- سنور سيفي الأنياب